# 拉布尼茨河畔曼内尔斯多夫
拉布尼茨河畔曼内尔斯多夫是奥地利布尔根兰州上普伦多夫县的一个市镇。总面积38.42平方公里，总人口1939人，人口密度50.5人/平方公里（2001年）。